# Réguisheim
Réguisheim é uma comuna francesa na região administrativa de Grande Leste, no departamento Alto Reno. Estende-se por uma área de 24 km². Em 2010 a comuna tinha 1 972 habitantes (densidade: 82,2 hab./km²).